# Płuco
Niektóre z zamieszczonych tu informacji wymagają weryfikacji.
Dokładniejsze informacje o tym, co należy poprawić, być może znajdują się w dyskusji tego artykułu.
 Po wyeliminowaniu niedoskonałości należy usunąć szablon [[Szablon:Dopracować|]] z tego artykułu.

Płuca i drogi oddechowe człowieka.

Płuco (łac. pulmo) – pojedynczy lub parzysty narząd oddechowy kręgowców. Służy do wymiany gazowej (potocznie oddychania). Do kręgowców tych zaliczane są też – prócz płazów, gadów, ptaków i ssaków – ryby dwudyszne, które w niesprzyjających warunkach atmosferycznych prowadzą wymianę gazową za pomocą workowatego płuca, powstałego z przekształconego pęcherza pławnego.
W ciągu rozwoju rodowego kręgowców z przedniego odcinka jelita powstają dwa różne narządy oddechowe – płuca i skrzela. U ryb ulegają degeneracji płuca (z wyjątkiem wspomnianych już ryb dwudysznych), a u zwierząt lądowych – skrzela. Przypuszczalnie płuca pochodzą z aparatu hydrostatycznego podobnego do pęcherza pławnego ryb (według niektórych pęcherz pławny ryb jest zdegenerowanym płucem). Występują jednak wątpliwości, gdyż pęcherz pławny powstaje po stronie tylnej (grzbietowej) cewy jelitowej, płuca natomiast po stronie przedniej (brzusznej).
Wykształcenie płuc zostało wywołane przez wzmożone zapotrzebowanie na tlen zwierząt lądowych. Również ich rozwój (coraz silniejsze fałdowanie) ma ścisłe powiązanie z zapotrzebowaniami energetycznymi organizmów. Listkiem zarodkowym, z którego powstają płuca, jest entoderma.

## Porównanie płuc kręgowców

### Płuca płazów
U form dorosłych płazów występują workowate płuca, które wspomagane są w wymianie gazowej przez skórę i błony śluzowe jamy gębowo-gardzielowej. Niektóre płazy posiadają płuca gładkie, jednak u większości występują w nich fałdy sterczące do wewnątrz i krzyżujące się ze sobą – co zwiększa powierzchnię wymiany gazowej. Wentylacja płuc płazów odbywa się przez rytmiczne obniżanie i podnoszenie jamy gębowej (brak jest klatki piersiowej). Wśród płazów występują takie (np. salamandra bezpłucna), które nie posiadają płuc, a wymiana gazowa odbywa się powierzchnią całego ciała.

### Płuca gadów
Płuca gadów podzielone są na liczne komory, mają strukturę gąbczastą (tzw. płuca gąbczaste). Gadzie płuca są silniej pofałdowane od tych u płazów, a ich wentylacja odbywa się dzięki mięśniom międzyżebrowym klatki piersiowej.

### Płuca ptaków
Płuca ptaków są jednym z bardziej skomplikowanych organów oddechowych zwierząt. W swojej strukturze zawierają miliony cienkich rurek znanych jako parabronchi. Mają one porowatą strukturę umożliwiającą penetrację powietrza poprzez kapilary w głąb sąsiadujących naczyń krwionośnych (blood capilaries). Narządami wspomagającymi płuca są worki powietrzne, dzięki którym możliwy jest stały przepływ powietrza przez płuca w sposób zapobiegający mieszanie się powietrza świeżego z powietrzem zużytym. Wentylacja płuc u ptaków jest dwojaka – inna podczas lotu, a inna podczas chodu. W czasie lotu klatka piersiowa ulega zablokowaniu (mięśnie międzyżebrowe są wyłączone), a powietrze jest wypychane poprzez ucisk skrzydeł na worki powietrzne. Podczas spoczynku wentylacja zachodzi dzięki mięśniom klatki piersiowej oraz mięśniom brzucha. Są to płuca błoniaste lub rzadziej używana nazwa – rurkowate.

### Płuca ssaków
Najlepiej rozwinięte, duże płuca o budowie pęcherzykowatej występują u ssaków. Powiększenie powierzchni oddechowej (u ssaków jest ona 40 razy większa niż u płazów) było możliwe dzięki wytworzeniu pęcherzyków płucnych. Wentylacja płuc odbywa się przez pracę mięśni międzyżebrowych oraz przepony. Przepona i mięśnie międzyżebrowe kurczą się, tworząc w płucach podciśnienie, dzięki czemu powietrze jest zasysane.
Budowa płuca, a dokładniej podział na płaty, jest gatunkowo zmienna. Płuco lewe dzieli się płat doczaszkowy – dodatkowo rozdzielony na część doczaszkową i doogonową – oraz płat doogonowy płuca lewego. U koni nie występuje wtórny podział płata doczaszkowego. Płuco prawe dzieli się na płat doczaszkowy, płat środkowy, płat dodatkowy oraz płat doogonowy płuca prawego. Przeżuwacze, a niekiedy świnie, mają płat doczaszkowy podzielony na część doczaszkową i doogonową. Płuco prawe konia pozbawione jest płata środkowego.

#### Płuco człowieka

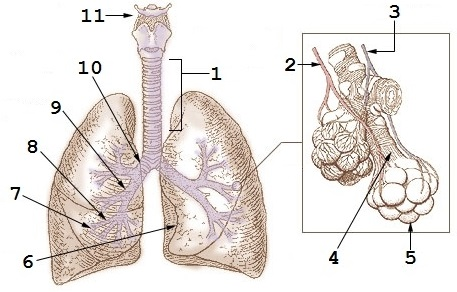
Schemat budowy płuc człowieka
1. tchawica 2. odg. tętnicy płucnej 3. drobna żyłka płucna 4. przewód pęcherzykowy 5. pęcherzyki płucne 6. wcięcie sercowe (wpustowe) 7. oskrzeliki 8. oskrzela III-rzędowe 9. oskrzela II-rzędowe 10. oskrzele główne 11. krtań

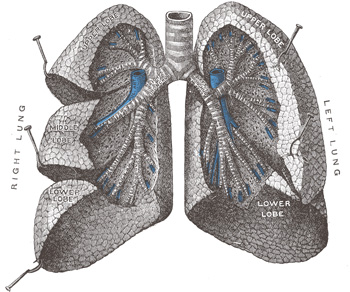
Płuca człowieka – przekrój

Płuca dorosłego człowieka mogą pomieścić do ok. 5 litrów powietrza. Dorosły człowiek robi od 16 do 24 oddechów na minutę. W płucach zachodzi wymiana gazowa. Powietrze do płuc dostarczane jest poprzez drogi oddechowe i drzewo oskrzelowe liczące 16 generacji podziałów i wnikające do płuc. Od tchawicy odchodzą oskrzela główne, następnie (w płucach): oskrzela płatowe, segmentowe, podsegmentowe, zrazikowe. Potem oskrzeliki i oskrzeliki końcowe, które doprowadzają powietrze do drzewa oddechowego. Drzewo oddechowe to generacje 17–23, kończące się pęcherzykami płucnymi – wymieniającymi tlen i dwutlenek węgla z krwią. Całe płuca pokryte są opłucną – delikatną tkanką okrywającą. W organizmie człowieka występuje płuco prawe i lewe. Prawe trzypłatowe, lewe dwupłatowe. Związane jest to ze zdecydowaną różnicą miejsca po lewej i prawej stronie klatki piersiowej – w lewej stronie znajduje się serce, co uniemożliwia usytuowanie trzeciego płatu. Swoistym odpowiednikiem środkowego płata w płucu lewym jest języczek płuca lewego, należy on jednak do płata górnego. Płuca są jednymi z ważniejszych organów w ciele człowieka. Dostarczają tlen hemoglobinie, która transportuje go do każdej komórki w organizmie człowieka, umożliwiając oddychanie komórkowe. Wydolność oddechowa zależy od: pojemności płuc, drożności dróg oddechowych, ilości tlenu w powietrzu, ciśnienia krwi oraz ilości czerwonych krwinek we krwi. Powierzchnia obu płuc człowieka, dzięki ich pęcherzykowatej budowie wynosi około 100 m².

#### Powierzchnie płuc człowieka
W każdym płucu wyróżniane są szczyt, oraz trzy powierzchnie: żebrową, śródpiersiową i przeponową.
Na szczególną uwagę zasługują wnęki obu płuc znajdujące się na ich powierzchniach śródpiersiowych:
We wnęce płuca lewego znajdują się (licząc od góry):
- wejście tętnicy płucnej lewej,
- wejście oskrzela głównego lewego,
- ujście żył płucnych lewych (dwóch: górnej i dolnej),

We wnęce płuca prawego znajdują się (licząc od góry):
- wejście oskrzela płatowego górnego (nadtętniczego),
- wejście tętnicy płucnej prawej,
- wejście „pnia” oskrzeli głównych: środkowego i dolnego
- ujście żył płucnych prawych (dwóch: górnej i dolnej)

Prócz tego w obrębie obu wnęk znajdują się:
- nieliczne (ok. trzy w każdej wnęce) węzły chłonne płucne
- tętnice oskrzelowe (od aorty piersiowej)

Powyższe elementy znajdujące się we wnękach płuc tworzą korzenie płuc.

#### Płaty i segmenty płuc
Płuca w organizmie człowieka składają się z płatów rozdzielonych od siebie szczelinami. Wynika to z podziału anatomicznego widocznego wyraźnie na płucach. Podział segmentowy wynika już z budowy drzewa oskrzelowego i na płucach go nie uświadczymy. 
Płuco lewe:
- płat górny
  - segment szczytowy
  - segment przedni
  - segment tylny
  - segment języczkowy górny
  - segment języczkowy dolny
- płat dolny (oddzielony od górnego szczeliną skośną – fissura obliqua)
  - segment górny
  - segment podstawny przedni
  - segment podstawny tylny
  - segment podstawny przyśrodkowy
  - segment podstawny boczny

Płuco prawe:
- płat górny (oddzielony od dolnego szczeliną poprzeczną, od środkowego – szczeliną poziomą)
  - segment szczytowy
  - segment przedni
  - segment tylny
- płat środkowy (oddzielony od górnego szczeliną poziomą, od dolnego - szczeliną skośną)
  - segment przyśrodkowy
  - segment boczny
- płat dolny (oddzielony od pozostałych płatów szczeliną skośną)
  - segment górny
  - segment podstawny przedni
  - segment podstawny tylny
  - segment podstawny przyśrodkowy
  - segment podstawny boczny

## Skład powietrza
Skład powietrza wdychanego
tlen – ok. 21%
dwutlenek węgla – ok. 0,03%
azot – ok. 78%
argon i inne gazy (np. kryptolity fosforazowe czy ich pochodne) – ok. 1%.
Skład powietrza wydychanego
tlen – ok. 17%
dwutlenek węgla – ok. 4%
azot – ok. 78%
argon i inne gazy – ok. 1%.